# Sankt Mikaelskatedralen, Kiev
Sankt Mikaelskatedralen eller Sankt Mikaels guldkupolsförsedda katedral (ukrainska: Михайлівський Золотоверхий монастир, ryska: Михайловский Златоверхий монастырь) är en ukrainsk-ortodox katedral belägen i Ukrainas huvudstad Kiev. 
Katedralen är helgad åt ärkeängeln Mikael. 

## Historia
På platsen har det legat kloster från 1100-talet men de byggnader som står där i dag byggdes färdigt först 2001.
Komplexet består dels av själva katedralen men också av ett refektorium, uppkallat efter aposteln Johannes samt ett klocktorn. Dessa fick sitt nuvarande utseende vid en tillbyggnad på 1700-talet men revs 1935–1936 av de sovjetiska myndigheterna. 
Återuppbyggnaden av katedralen inleddes 1997 och har skett så att det i stort sett återuppbyggdes till sitt ursprungliga 1700-talsutseende. En del ruiner av den gamla katedralen som påträffades vid återuppbyggandet ingår nu i katedralens krypta.
I klostret sägs relikerna av Sankta Barbara finnas trots att hennes historiska existens har ifrågasatts. Svjatopolk II av Kiev är begravd i komplexet.  
På platsen framför klostret finns två monument: ett monument över svältoffren i Ukraina 1932–1933 samt en statygrupp av prinsessan Olga av Kiev, aposteln Andreas samt helgonen Kyrillos och Methodios. Den restes år 1911, men raserades 1919 av bolsjevikerna, och restes på nytt år 1996.

## Övrigt
I klostret sägs relikerna av Sankta Barbara finnas trots att hennes historiska existens har ifrågasatts. Svjatopolk II av Kiev är begravd i komplexet.

## Bilder

Ikonostas i katedralen.
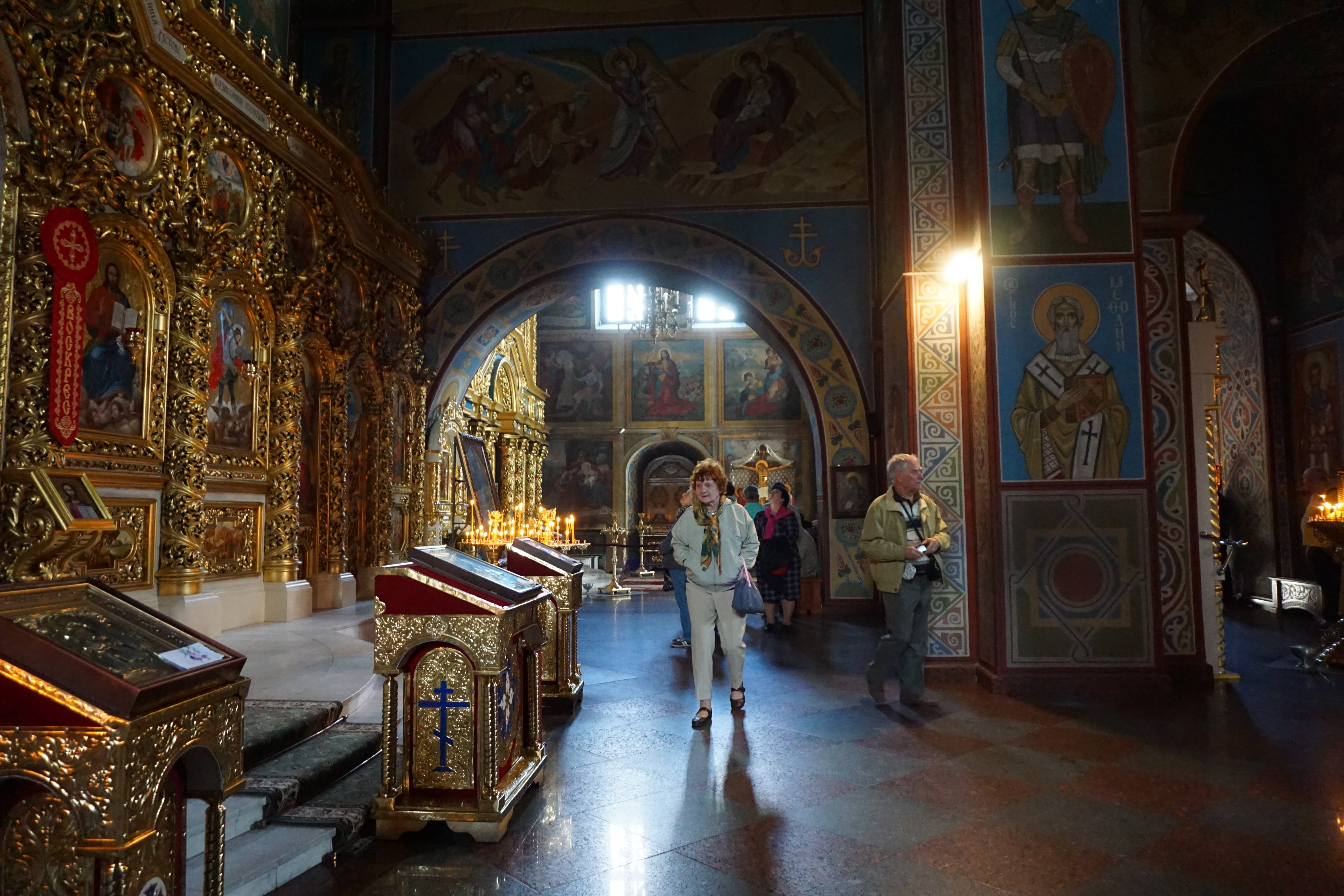
Interiör.
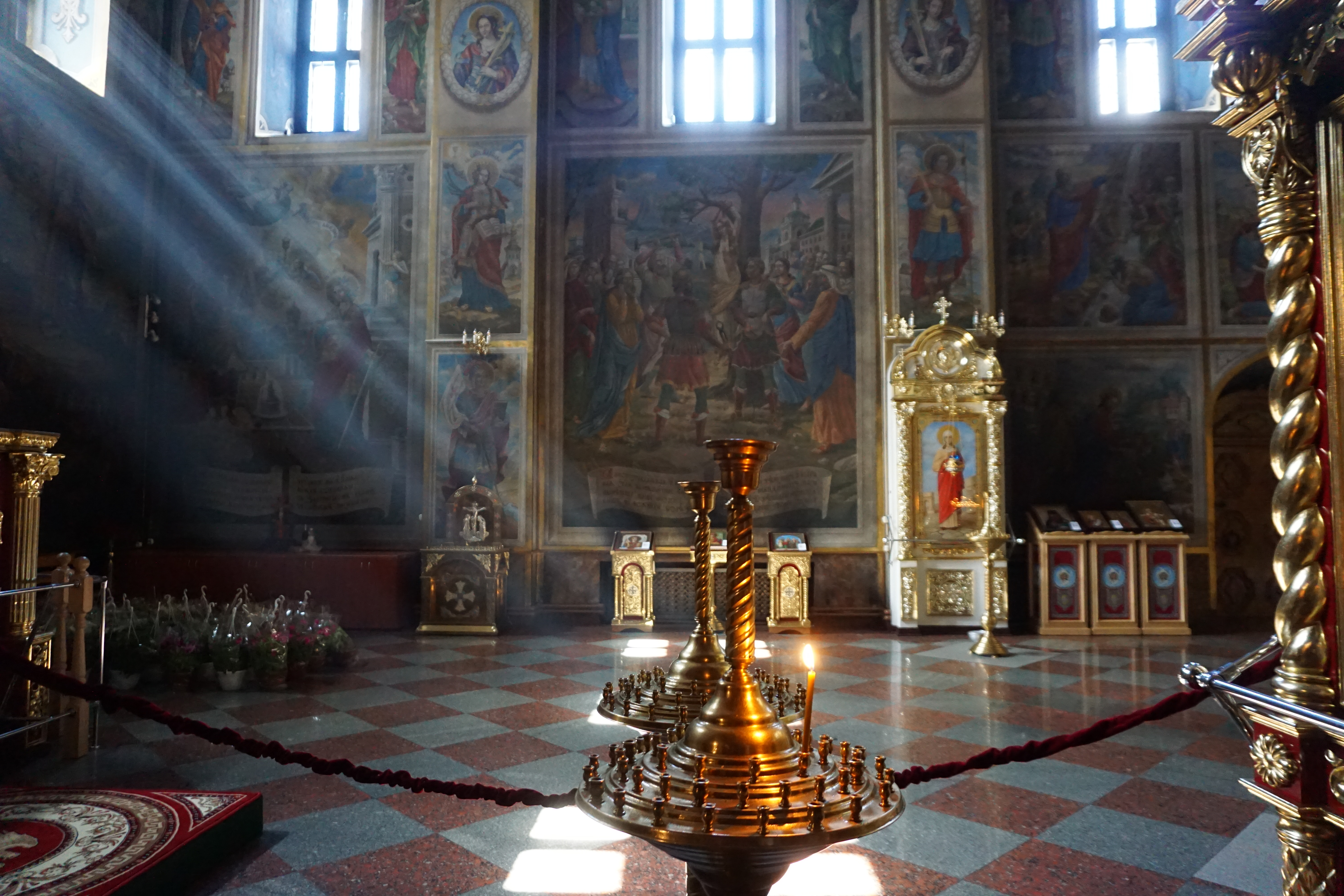
Interiör.
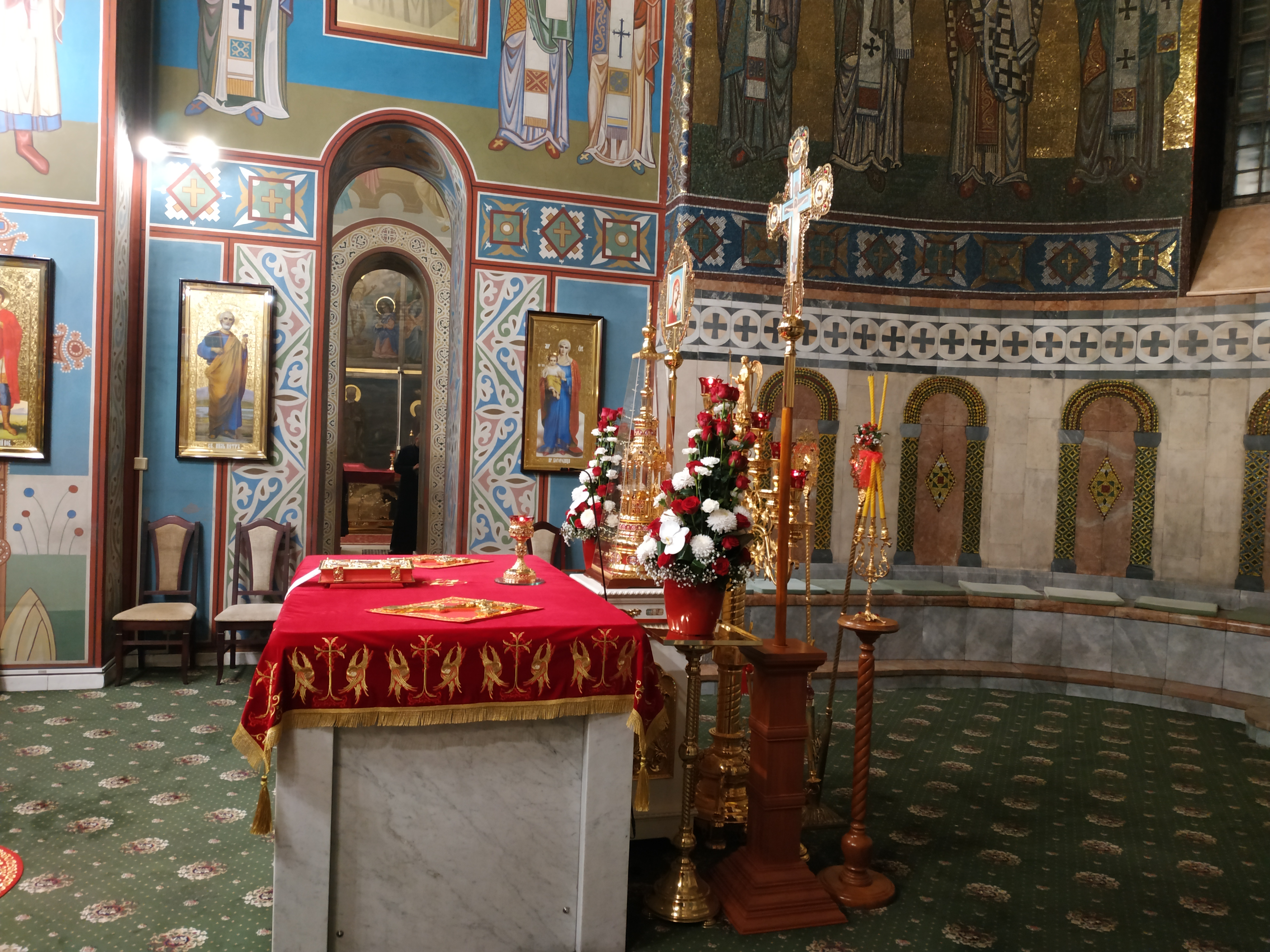
Altare.
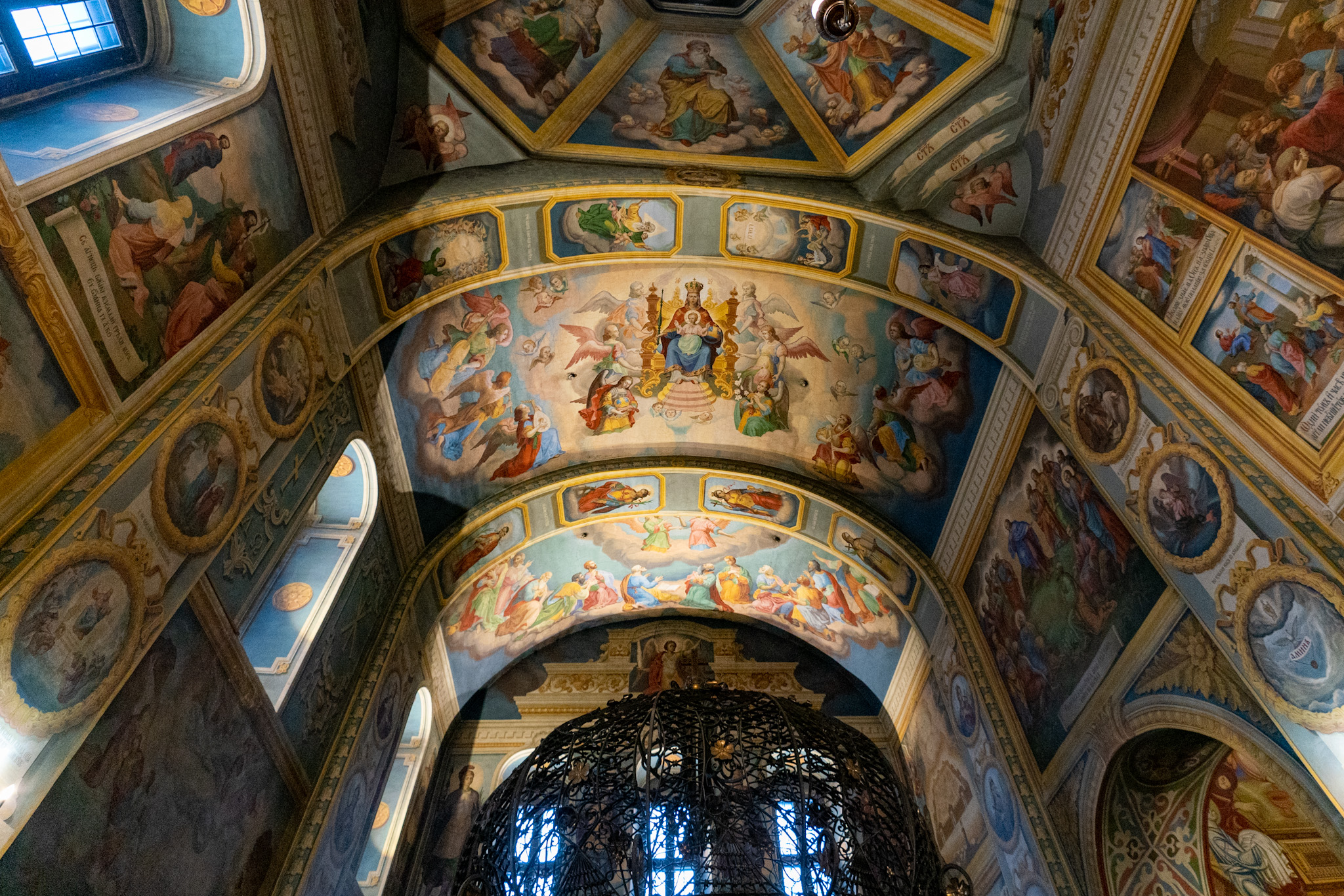
Takmålningar.